# 大眼牛魚
大眼牛魚，為輻鰭魚綱鱸形目南極魚亞目牛魚科的其中一種，分布於西南太平洋的紐西蘭海域，為底棲性魚類，生活習性不明。

## 擴展閱讀
維基物種上的相關：大眼牛魚